# Maaike de Waard
Maaike de Waard (* 11. Oktober 1996 in Vlaardingen) ist eine niederländische Schwimmerin. Sie gewann bis März 2024 bei Weltmeisterschaften auf der 25-Meter-Bahn drei Silbermedaillen und fünf Bronzemedaillen. Bei Europameisterschaften erschwamm sie viermal Bronze auf der Langbahn sowie zweimal Gold, dreimal Silber und dreimal Bronze auf der Kurzbahn.

## Sportliche Karriere

### Die Jahre bis 2016
Maaike de Waard konnte sich 2011 bei den Junioreneuropameisterschaften nicht für ein Finale qualifizieren, ihre beste Platzierung war der neunte Rang im Halbfinale über 50 Meter Rücken. 2012 wurde sie Vierte über 50 Meter Rücken und Fünfte über 50 Meter Schmetterling. Bei den Kurzbahneuropameisterschaften 2012 in Chartres wurde sie Achte über 50 Meter Schmetterling. Im Jahr darauf wurde sie bei den Kurzbahneuropameisterschaften 2013 in Herning Zehnte über 50 Meter Rücken. 2014 bei den Olympischen Jugendspielen in Nanjing siegte de Waard über 50 Meter Rücken und wurde Fünfte über 100 Meter Rücken. Die niederländische 4-mal-100-Meter-Freistilstaffel mit Esmee Bos, Kim Busch, Maaike de Waard und Robin Neumann belegte den vierten Platz.
2015 bei den Weltmeisterschaften in Kasan schied de Waard sowohl über 50 Meter Rücken als auch über 100 Meter Rücken im Vorlauf aus. Im Jahr darauf bei den Europameisterschaften 2016 in London erreichte de Waard zwei Endläufe. Sie wurde Siebte über 50 Meter Schmetterling und Fünfte über 50 Meter Rücken. Ende des Jahres bei den Kurzbahnweltmeisterschaften in Windsor erreichten Maud van der Meer, Kim Busch, Robin Neumann und Ranomi Kromowidjojo als drittbeste 4-mal-100-Meter-Freistilstaffel der Vorläufe das Finale. Im Endlauf siegte das Quartett aus den Vereinigten Staaten vor den Italienerinnen sowie Maud van der Meer, Marrit Steenbergen, Maaike de Waard und Ranomi Kromowidjojo, die 0,11 Sekunden vor den viertplatzierten Australierinnen anschlugen. Auch die beiden nur im Vorlauf eingesetzten Schwimmerinnen erhielten eine Bronzemedaille. In der 4-mal-50-Meter-Freistilstaffel schwammen im Vorlauf Tamara van Vliet, Maaike de Waard, Kim Busch und Maud van der Meer. Im Finale wurden Tamara van Vliet, Ranomi Kromowidjojo, Maaike de Waard und Kim Busch Zweite hinter den Kanadierinnen. In der 4-mal-50-Meter-Mixed-Freistilstaffel schwammen im Vorlauf Jesse Puts, Nyls Korstanje, Kim Busch und Tamara van Vliet. Im Endlauf wurden Jesse Puts, Nyls Korstanje, Ranomi Kromowidjojo und Maaike de Waard Zweite hinter dem russischen Quartett und hatten eine Hundertstelsekunde Vorsprung auf das kanadische Team.

### Die Jahre von 2017 bis 2020
2017 bei den Weltmeisterschaften in Budapest schied Maaike de Waard im Vorlauf über 50 Meter Rücken aus. Über 50 Meter Schmetterling erreichte sie das Halbfinale und wurde dort Zwölftschnellste. Bei den Kurzbahneuropameisterschaften in Kopenhagen wurde de Waard über 50 Meter Schmetterling Dritte hinter Ranomi Kromowidjojo und der Dänin Emilie Beckmann. De Waard schlug drei Hundertstelsekunden vor der viertplatzierten Deutschen Aliena Schmidtke an. Über 50 Meter Rücken siegte die Ungarin Katinka Hosszú vor der Polin Alicja Tchórz. Maaike de Waard erreichte das Ziel als Dritte mit zwei Hundertstelsekunden Vorsprung auf die Dänin Julie Jensen. Die 4-mal-50-Meter-Lagenstaffel mit Kira Toussaint, Kim Busch, Ranomi Kromowidjojo und Femke Heemskerk schlug als Vierte an mit 0,04 Sekunden Rückstand auf die drittplatzierten Französinnen. Maaike de Waard war hier nur im Vorlauf dabei.
2018 bei den Europameisterschaften in Glasgow erreichte Maaike de Waard das Halbfinale über 50 Meter Rücken und schied über 50 Meter Schmetterling im Vorlauf aus. Die niederländische 4-mal-100-Meter-Mixed-Lagenstaffel mit Maaike de Waard, Arno Kamminga, Joeri Verlinden und Ranomi Kromowidjojo erreichte das Finale mit der schnellsten Vorlaufzeit. Im Endlauf schlugen Kira Toussaint, Kamminga, Verlinden und Kromowidjojo als Vierte an und verpassten die Bronzemedaille um über 0,7 Sekunden. Ende des Jahres bei den Kurzbahnweltmeisterschaften in Hangzhou belegte die 4-mal-100-Meter-Freistilstaffel mit Kim Busch, Femke Heemskerk, Maaike de Waard und Ranomi Kromowidjojo den zweiten Platz hinter dem US-Quartett, Valerie van Roon erhielt für ihren Vorlaufeinsatz ebenfalls Silber. In der 4-mal-50-Meter-Lagenstaffel mit Maaike de Waard, Kim Busch, Ranomi Kromowidjojo und Femke Heemskerk schwamm Busch die Brustlage, die Staffel erkämpfte Bronze hinter den Staffeln aus den Vereinigten Staaten und der Volksrepublik China. Über 50 Meter Schmetterling erreichte de Waard den fünften Platz, über 50 Meter Rücken schied sie im Halbfinale aus. Die 4-mal-50-Meter-Freistilstaffel mit Kromowidjojo, Heemskerk, Busch und van Roon gewann Silber hinter dem US-Quartett. Maike de Waard war im Vorlauf geschwommen. Eine weitere Silbermedaille erhielt de Waard für ihren Vorlaufeinsatz in der Mixed-Staffel. In der 4-mal-50-Meter-Mixed-Lagenstaffel waren im Finale Jesse Puts, Ties Elzerman, Kromowidjojo und Heemskerk dabei, im Vorlauf wurden Maaike de Waard und Kim Busch eingesetzt.
Bei den Weltmeisterschaften 2019 in Gwangju erreichte Maaike de Waard bei drei Starts nur über 50 Meter Rücken das Halbfinale. Dort fehlte ihr als Zwölftschnellster eine Viertelsekunde für den Finaleinzug. Ende 2020 auf dem Höhepunkt der Covid-19-Pandemie schwammen Ranomi Kromowidjojo, Maaike de Waard,
Kim Busch und Femke Heemskerk einen Weltrekord in der 4-mal-50-Meter-Freistilstaffel.

### 2021
Wegen der Covid-19-Pandemie wurden die für 2020 geplanten internationalen Meisterschaften erst 2021 ausgetragen. Bei den Europameisterschaften in Budapest wurde Maaike de Waard über 50 Meter Rücken Dritte hinter Kira Toussaint und der Britin Kathleen Dawson. Über 100 Meter Rücken siegte Dawson, hier wurde Maaike de Waard Achte. Es folgte der fünfte Platz über 50 Meter Schmetterling. Die Lagenstaffel mit Toussaint, Tes Schouten, de Waard und Heemskerk schwamm die schnellste Vorlaufzeit. Trotz einer Steigerung von über einer Sekunde im Finale belegten die Niederländerinnen nur den fünften Rang. Zwei Monate später bei den Olympischen Spielen in Tokio schied Maaike de Waard über 100 Meter Rücken im Halbfinale aus. Die Lagenstaffel mit Kira Toussaint, Tes Schouten, Maaike de Waard und Femke Heemskerk schwamm die zehntschnellste Vorlaufzeit, zum Finaleinzug fehlten über zwei Sekunden.
Im November 2021 bei den Kurzbahneuropameisterschaften in Kasan erschwamm die 4-mal-50-Meter-Freistilstaffel mit Kim Busch, Maaike de Waard, Kira Toussaint und Valerie van Roon die Silbermedaille hinter den Russinnen. Im Einzelwettbewerb über 50 Meter Freistil wurde de Waard Sechste. Die 4-mal-50-Meter-Lagenstaffel mit Kira Toussaint, Kim Busch, Maaike de Waard und Valerie van Roon erreichte den vierten Platz. Über 50 Meter Rücken siegte Toussaint vor der Französin Analia Pigrée und Maaike de Waard. Über 100 Meter Rücken gelang Toussaint und de Waard ein Doppelsieg vor Pigree. Schließlich wurde de Waard auch über 50 Meter Schmetterling Zweite, hier siegte die Schwedin Sarah Sjöström. Die 4-mal-50-Meter-Mixed-Freistilstaffel mit Kenzo Simons, Stan Pijnenburg, Tamara van Vliet und Valerie van Roon schwamm die drittbeste Vorlaufzeit. Im Finale siegten Jesse Puts, Thom de Boer, Maaike de Waard und Kim Busch. Die 4-mal-50-Meter-Mixed-Lagenstaffel mit Kira Toussaint, Arno Kamminga, Kim Busch und Jesse Puts war Zweitschnellste im Vorlauf. Im Endlauf gewannen Kira Toussaint, Arno Kamminga, Maaike de Waard und Thom de Boer in Weltrekordzeit. Im Dezember 2021 wurden schließlich die Kurzbahnweltmeisterschaften in Abu Dhabi ausgetragen. Maaike de Waard belegte zunächst den sechsten Platz über 100 Meter Rücken. Die 4-mal-50-Meter-Lagenstaffel mit Kira Toussaint, Kim Busch, Maaike de Waard und Ranomi Kromowidjojo gewann Bronze, Tessa Giele erhielt eine Medaille für ihren Vorlaufeinsatz. Über 50 Meter Schmetterling schlug de Waard als Sechste an. Über 50 Meter Rücken wurde sie Fünfte. In der 4-mal-50-Meter-Freistilstaffel schwammen im Vorlauf Kim Busch, Marrit Steenbergen, Tessa Giele und Maaike de Waard. Im Finale wurden Kim Busch, Maaike de Waard, Kira Toussaint und Ranomi Kromowidjojo Dritte. Die niederländische 4-mal-100-Meter-Lagenstaffel erreichte den siebten Rang.

### Die Jahre ab 2022
Im Juni 2022 bei den Weltmeisterschaften in Budapest schied Maaike de Waard über 50 Meter und über 100 Meter Rücken jeweils im Halbfinale aus. Über 50 Meter Schmetterling erreichte sie das Finale und belegte den achten Platz. Die 4-mal-100-Meter-Lagenstaffel mit Kira Toussaint, Tes Schouten, Maaike de Waard und Marrit Steenbergen erreichte den fünften Platz. Zwei Monate später bei den Europameisterschaften in Rom erschwamm de Waard Bronze über 50 Meter Schmetterling hinter Sarah Sjöström und der Französin Marie Wattel. Tags darauf siegte Analie Pigree über 50 Meter Rücken vor der Italienerin Silvia Scalia, eine Hundertstelsekunde hinter der Italienerin gewann de Waard Bronze. Die Lagenstaffel erreichte das Finale mit Toussaint, Schouten, Giele und van Roon in der drittbesten Vorlaufzeit hinter den Schwedinnen und den Italienerinnen. Im Finale siegten die Schwedinnen vor den Französinnen. Toussaint, Schouten, de Waard und Steenbergen wurden Dritte mit 0,22 Sekunden Vorsprung vor den Italienerinnen. Alle sechs beteiligten Niederländerinnen erhielten eine Bronzemedaille. Im Dezember 2022 bei den Kurzbahnweltmeisterschaften in Melbourne erreichte de Waard den siebten Platz über 50 Meter Schmetterling. Die 4-mal-50-Meter-Freistilstaffel mit Kim Busch, Maaike de Waard, Kira Toussaint und Valerie van Roon erschwamm die Bronzemedaille, Tessa Vermeulen war im Vorlauf dabei. Nach dem achten Platz über 50 Meter Rücken erreichte de Waard den fünften Platz mit der 4-mal-50-Meter-Lagenstaffel. Es folgte der siebte Platz über 100 Meter Schmetterling. Die 4-mal-100-Meter-Lagenstaffel mit Kira Toussaint, Tes Schouten, Maaike de Waard und Marrit Steenbergen wurde Vierte mit anderthalb Sekunden Rückstand auf die Medaillenränge. In den Mixed-Staffeln wurde die 4-mal-50-Meter-Lagenstaffel im Finale disqualifiziert. Die 4-mal-50-Meter-Freistilstaffel mit Kenzo Simons, Thom de Boer, Maaike de Waard und Marrit Steenbergen erschwamm die Bronzemedaille hinter Frankreich und Australien. Stan Pijnenburg und Nyls Korstanje waren im Vorlauf dabei.
2023 bei den Weltmeisterschaften in Fukuoka schied de Waard bei ihren drei Einzelstarts jeweils im Halbfinale aus. Die 4-mal-100-Meter-Mixed-Lagenstaffel mit Maaike de Waard, Arno Kamminga, Nyls Korstanje und Marrit Steenbergen schwamm auf den vierten Platz. Bei den Weltmeisterschaften 2024 in Doha wurde Maaike de Waard Siebte über 100 Meter Rücken. Die 4-mal-100-Meter-Lagenstaffel mit Kira Toussaint, Tes Schouten, Maaike de Waard und Kim Busch belegte den fünften Platz. Fünf Monate später bei den Olympischen Spielen in Paris schied Maaike de Waard über 100 Meter Rücken als 13. des Halbfinales aus. Die 4-mal-100-Meter-Lagenstaffel mit Maaike de Waard, Tes Schouten, Tessa Giele und Marrit Steenbergen belegte den achten Platz.